# Sui muri
Sui muri è un singolo del gruppo musicale italiano Psicologi, pubblicato il 9 dicembre 2021.

## Video musicale
Il video musicale del brano è stato pubblicato il 10 dicembre 2021 ed è stato diretto da Amedeo Zancanella e prodotto dall'Illmatic Film Group.

## Classifiche
| Classifica (2021) | Posizione massima |
| ----------------- | ----------------- |
| Italia            | 21                |